# Res Publica
Pour les articles homonymes, voir Chose publique et Bien commun.
Cet article possède un paronyme, voir Respublica.
Res Publica (du latin bien commun, en estonien : Ühendus Vabariigi Eest – Res Publica) est un parti politique estonien, de centre-droit. Ayant remporté les dernières élections législatives en 2003, en coalition avec le Parti de la réforme et l'Union du peuple, il dirigeait le gouvernement estonien du 10 avril 2003 jusqu'au 24 mars 2005, date à laquelle le Premier ministre, Juhan Parts, a remis sa démission au Riigikogu.
Il a obtenu 122 000 voix en 2003 et 28 députés au Riigikogu. En plus du Premier ministre, Res Publica avait également le portefeuille de l’Éducation et de la Recherche, des Affaires sociales, des Finances et de la Justice (soit 5 ministres au total). La présidente du Riigikogu, l'académicienne Ene Ergma est également du Res Publica.
Il a fusionné en 2006 avec l'Union de la patrie, afin de former l'Union pour la patrie et res publica.

## Histoire
Ce parti a été fondé récemment, le 8 décembre 2001 à partir d'un club politique fondé peu auparavant. En mars 2005, il avait 5 028 adhérents.

## Idéologie
Il se veut un parti propre et éthique. Il se veut démocratique (avec une désignation par élection de l'ordre de présentation des listes). 
Son idéologie est marquée par trois principes clairement affichés : 
- centré sur les gens (comment une décision influencera la vie des gens ?) ;
- projeté vers l'avenir (comment une décision influencera la durabilité de la société ?) ;
- la participation (en faisant participer le plus grand nombre dans le processus de décision démocratique).

Les deux mots anglais caring conservatism sont considérés comme un résumé des positions de ce parti.

## Députés
- Siim-Valmar Kiisler, président du groupe parlementaire
- Andres Jalak, Indrek Raudne, vice-présidents,
- Olav Aarna
- Ene Ergma (présidente du Parlement)
- Nelli Kalikova
- Andres Kork
- Elle Kull
- Urmo Kööbi
- Mihhail Lotman
- Tiit Matsulevitš
- Marko Mihkelson
- Tiit Niilo
- Ants Pauls
- Henn Pärn
- Urmas Reinsalu
- Reet Roos
- Sven Sester
- Siiri Sisask
- Imre Sooäär
- Olari Taal
- Anti Tammeoks
- Ela Tomson
- Aivar Õun
- Avo Üprus

- Aucun député au Parlement européen aux élections de 2004, avec seulement 6,66 % des voix.